# ФК Будућност Бановићи
ФК Будућност Бановићи је фудбалски клуб из Бановића у Босни и Херцеговини, који се тренутно такмичи у Првој лиги Федерације Босне и Херцеговине, пошто је у сезони 2010/11. испао из Премијер лиге БиХ.
Клуб је основан 1947. Утакмице игра на Градском стадиону у Бановићима који има капацитет 6.000 гледалаца.

## Успеси клуба
- Прва лига ФБИХ
  - Победник (2): 2004/05, 2009/10.

## ФК Будућност Бановићи у европским такмичењима
| Сезона  | Такмичење | Коло | Држава | Клуб     | Резултат |
| ------- | --------- | ---- | ------ | -------- | -------- |
| 2000/01 | УЕФА куп  | КВ.  | Чешка  | Дрновице | 0-3, 0-1 |